# Borghesia (singolo)
Borghesia è un singolo del cantautore italiano Giovanni Truppi, pubblicato il 15 marzo 2019 come secondo estratto dall'album in studio Poesia e civiltà.

## Video musicale
Il video musicale del brano, diretto dallo stesso Truppi insieme a Gabriel Azorín e Óscar Vincentelli, è stato pubblicato il 20 maggio 2019 sul canale YouTube del cantautore.